# Église Saint-Pierre-le-Potier de Laval
Pour les articles homonymes, voir Église Saint-Pierre.
L'église Saint-Pierre-le-Potier est une église de Laval, en Mayenne. Il s'agit d'un édifice du XIe siècle, décoré de peintures murales à la fin du XIIe siècle ou au début du XIIIe siècle.

## Peintures murales
L'église possède un ensemble de peintures murales des XIIe, XIIIe siècles.

## Histoire
L'église fait l’objet d’une inscription au titre des monuments historiques depuis le 22 août 1996 .